# Radvanice (okres Trutnov)
Obec Radvanice (německy Radowenz) se nachází v okrese Trutnov, kraj Královéhradecký. Žije zde 958 obyvatel. Obcí prochází železniční trať 047 z Teplic nad Metují do Trutnova a silnice II/301. Radvanicemi protéká potok Jívka, který pramení na úpatí Jestřebích hor.

## Části obce
Obec představuje jednu místní část, členící se ve dvě základní sídelní jednotky, z nichž každá má vlastní katastrální území:
- Radvanice (k. ú. Radvanice v Čechách, 7,83 km²)[4]
- Slavětín (k. ú. Slavětín u Radvanic, 2,93 km²)[4]

## Historie
První písemná zmínka o obci pochází z roku 1607.
V minulosti se v oblasti Radvanicka těžilo uhlí v rámci Východočeské uhelné pánve. Zástavba vsi je od roku 2004 chráněna v rámci vesnické památkové zóny.

## Pamětihodnosti
- Kostel svatého Jana Křtitele
- Hrob rudoarmějce
- Sousoší Kalvárie
- Pilíř s kamenným křížem
- Sloup se sochou Panny Marie
- rozhledna Žaltman z roku 1967
- Slavětínská rozhledna, dostavěna v srpnu 2014
- Jihozápadně od vesnice se dochovaly terénní pozůstatky radvanického hradu ze 13. století.[5]

## Galerie

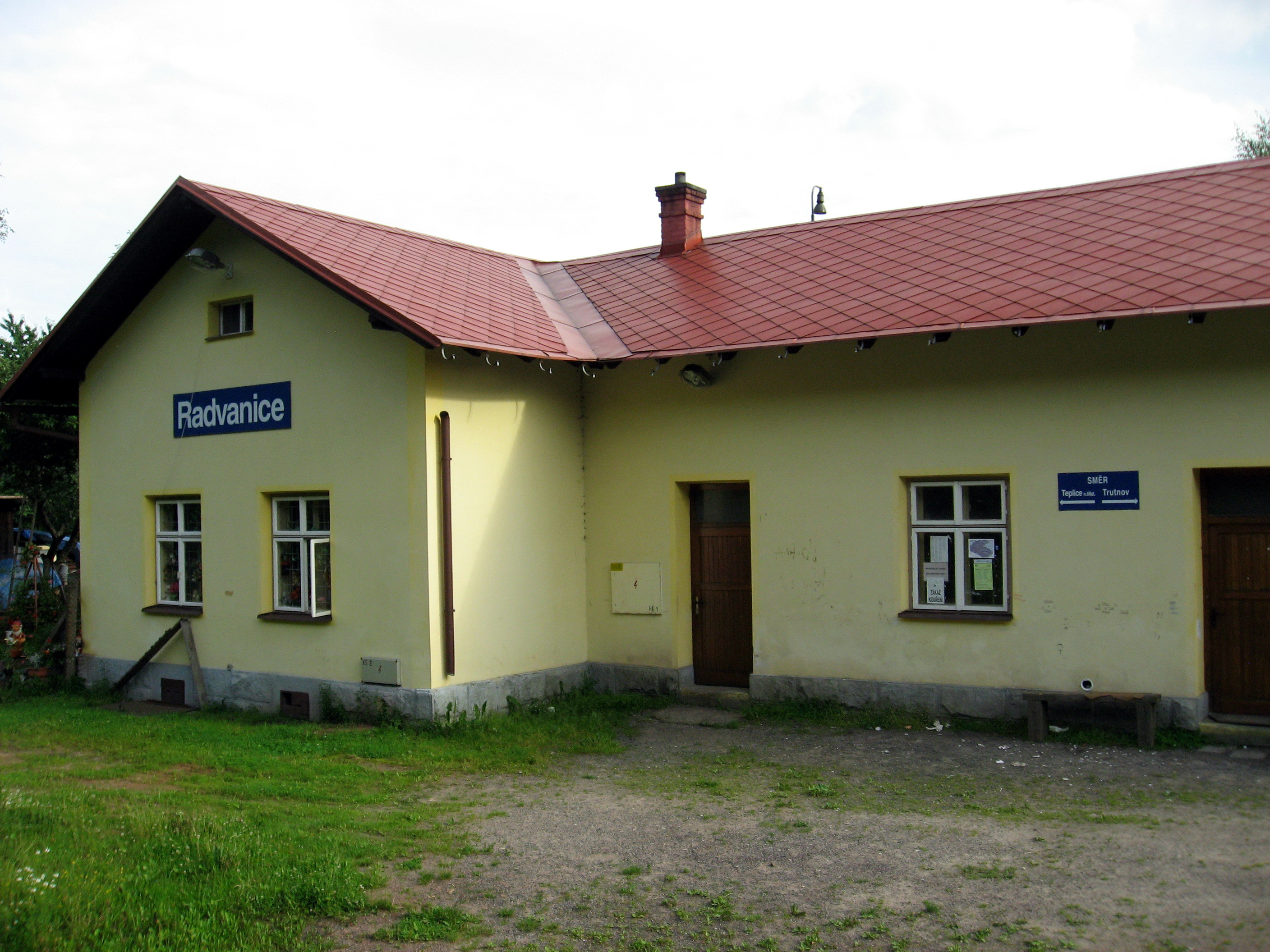
Budova železniční stanice Radvanice
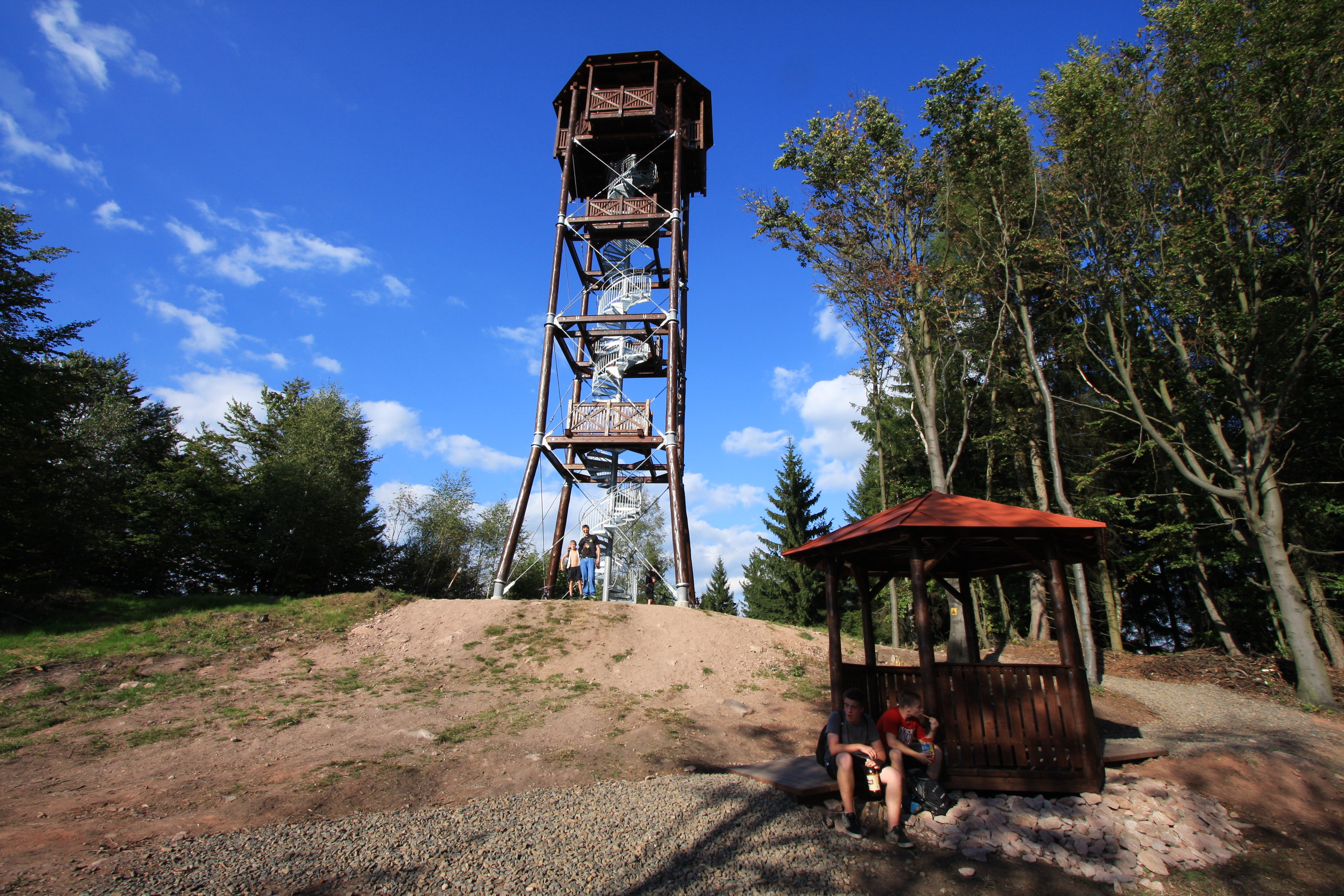
Slavětínská rozhledna
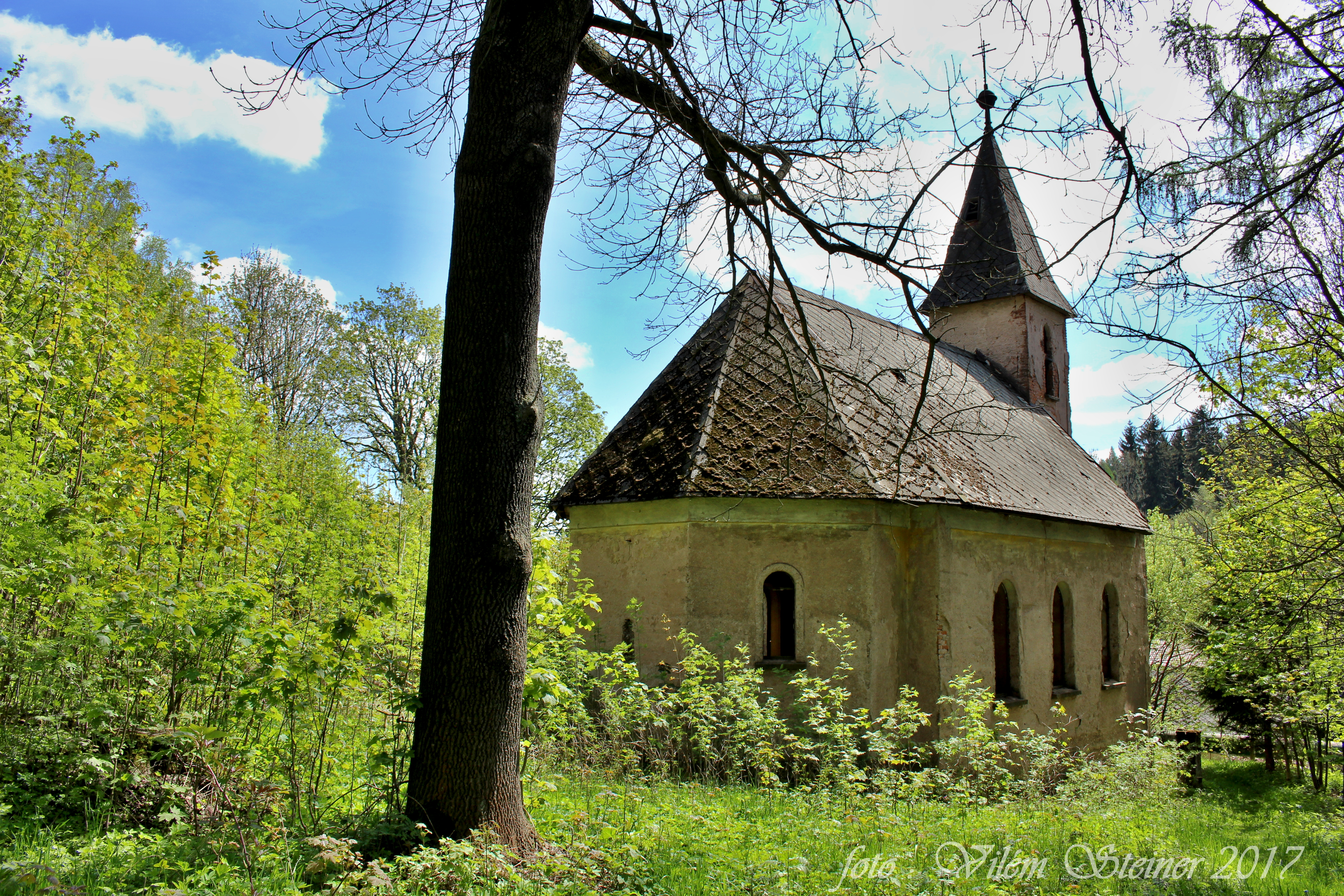
Slavětínský kostel sv. Josefa
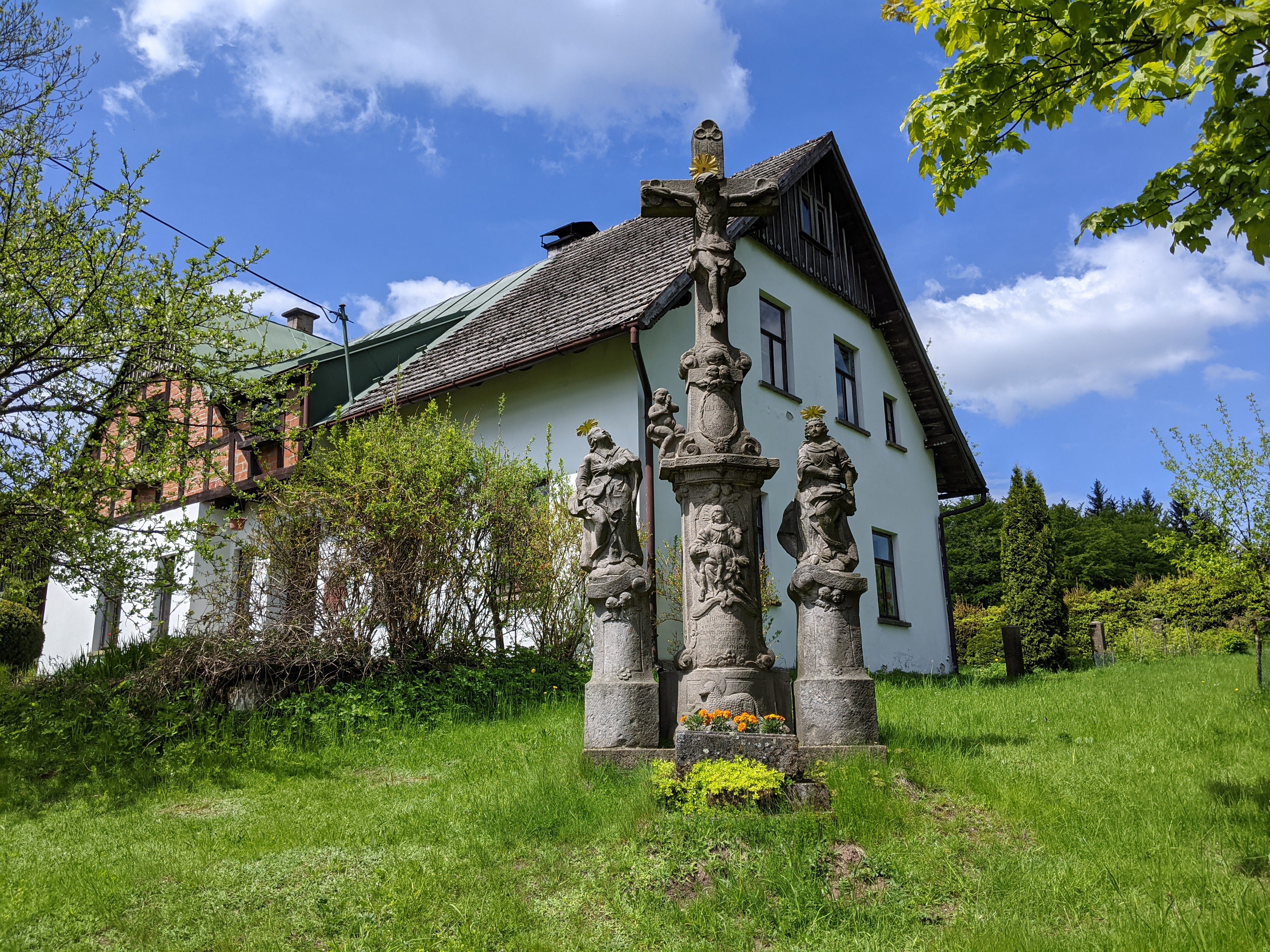
osada Paseka